# Bahnhof Kleinreifling

Der Bahnhof Kleinreifling liegt im Ort Kleinreifling im Gemeindegebiet von Weyer (Oberösterreich).

## Lage
Der Bahnhof liegt an der Rudolfsbahn und hat drei Bahnsteige: Den Hausbahnsteig 1 und die Bahnsteige 2/3, die durch einen Mittelbahnsteig getrennt sind. Weil aber der Bahnsteig 1 doppelt so lang wie die beiden anderen ist, wird er in Bahnsteig 1A und 1B unterteilt. Insgesamt können hier also bis zu vier Personenzüge gleichzeitig halten.

## Güterverkehr
Der Bahnhof verfügt über weitere drei Durchfahrtsgleise, die für Halte von Güterzügen gedacht sind. Planmäßig verkehren auf dieser Strecke aber nur die Erzzüge der voestalpine zwischen Eisenerz und Linz. Bei Ausfall anderer Alpenstrecken können Güterzüge hier umgeleitet werden.

## Personenverkehr
Im Personenverkehr fahren hier täglich planmäßige Züge Richtung Amstetten, Linz Hauptbahnhof (über St. Valentin) und Weißenbach-St. Gallen. Sankt Valentin und Amstetten kann man ganztags in einem Stunden- bzw. Zweistundentakt erreichen, in den Morgenstunden wird dieser Takt verdichtet. An Wochenenden und Feiertagen verkehren zwei Zugpaare von Wien Westbahnhof zum Bahnhof Selzthal und wieder zurück. Weiters hält hier an Freitagen ein Schnellzug nach Bischofshofen. Der erste Personenzug verlässt den Bahnhof um 04:37, der letzte erreicht Kleinreifling um 23:41.

## Verzweigung
Nordöstlich des Bahnhofes, in der Station Kastenreith, zweigt die Linie nach Amstetten von der Linie nach St. Valentin ab. Beide Strecken werden weiterhin als Rudolfsbahn bezeichnet.